# Tomotaka Kitamura
Tomotaka Kitamura (北村 知隆, Kitamura Tomotaka) est un footballeur japonais né le 27 mai 1982. Il est attaquant.

## Biographie
Tomotaka Kitamura commence sa carrière professionnelle au Yokohama FC. En 2007, il rejoint les rangs du Montedio Yamagata. En novembre 2012, son contrat n'est pas renouvelé.

## Palmarès
- Champion de J-League 2 en 2006 avec le Yokohama FC